# Nedre Basturetjärnen
Nedre Basturetjärnen är en sjö i Dals-Eds kommun i Dalsland och ingår i Örekilsälvens huvudavrinningsområde.